# Perinetia reducta
Perinetia reducta is een pissebed uit de familie Philosciidae. De wetenschappelijke naam van de soort is voor het eerst geldig gepubliceerd in 1959 door Thomas Theodore Barnard.